# Isabel Montañez
Isabel Patricia Montañez (* 17. März 1960 in Genf, Schweiz) ist eine US-amerikanisch-schweizerische Geologin und Paläoklimatologin. Sie ist Professorin an der University of California, Davis. Ihr h-Index beträgt laut Google Scholar 51 (Stand April 2021).

## Leben
Montañez schloss 1981 am Bryn Mawr College ein Bachelorstudium der Geologie ab. Sie promovierte 1990 am Virginia Polytechnic Institute und lehrte von 1990 bis 1998 an der University of California, Riverside, bevor sie an die University of California, Davis wechselte, wo sie seither Professorin ist. Sie war von 2017 bis 2018 Präsidentin der Geological Society of America.

## Wirken
Montañez Forschungsarbeit konzentriert sich auf die Untersuchung von Sedimentablagerungen in Paläo-Ozeanen und deren Beeinflussung durch biogeochemische Faktoren sowie die Wechselwirkungen von Karbonatfluiden und Gesteinen in Sedimentbecken unter Verwendung von Verfahren der Stratigraphie, Petrographie und Geochemie.
So analysierte sie unter Einbeziehung der langperiodischen Milanković-Zyklen (100.000 und 405.000 Jahre) die stark schwankenden Kohlendioxid-Konzentrationen und Klimazustände für die letzten 16 Millionen Jahre des Pennsylvaniums im späten Karbon und konnte damit aufzeigen, dass Klimaveränderungen nicht nur die Vegetation beeinflussen, sondern umgekehrt auch die Vegetation das Klima, was die Auswirkungen eines Klimawandels verstärkt und in vielen Fällen unvorhersehbarer macht. Darüber hinaus erforschte sie den Übergang von verschiedenen Warmklimaperioden in eine Kaltzeit sowie die Ursachen und Folgen von Ozeanischen anoxischen Ereignissen und biogeochemischen Veränderungen in den Meeren während des Phanerozoikums. Ihre Ergebnisse deuten dabei auf eine Unterschätzung des zukünftigen CO2-Gehalts in der Atmosphäre. Auf dieser Grundlage fasste sie ihre Ergebnisse einmal wie folgt zusammen: „Die meisten unserer Abschätzungen des zukünftigen Kohlendioxidgehalts und des zukünftigen Klimas berücksichtigen die verschiedenen Rückkopplungen, die Wälder betreffen, nicht in vollem Umfang. Daher unterschätzen aktuelle Prognosen wahrscheinlich das Ausmaß des Kohlendioxidflusses in die Atmosphäre.“

## Auszeichnungen
Montañez wurde im Jahr 2017 von der Geological Society of America mit dem Laurence L. Sloss Award ausgezeichnet und 2019 von der European Geophysical Union Division of Stratigraphy, Sedimentology, and Paleontology mit der Jean Baptiste Lamarck Medal. 2021 wurde sie in die National Academy of Sciences gewählt.

## Veröffentlichungen (Auswahl)
- Montañez, I. P., McElwain, J. C., Poulsen, C. J., White, J. D., DiMichele, W. A., Wilson, J. P., ... & Hren, M. T. (2016). Climate, pCO2 and terrestrial carbon cycle linkages during late Palaeozoic glacial–interglacial cycles. Nature Geoscience, 9(11), 824. DOI:10.1038/ngeo2822
- Montañez, I. P., & Poulsen, C. J. (2013). The Late Paleozoic ice age: an evolving paradigm. Annual Review of Earth and Planetary Sciences, 41, 629–656. DOI:10.1146/annurev.earth.031208.100118
- Montañez, I. P., Tabor, N. J., Niemeier, D., DiMichele, W. A., Frank, T. D., Fielding, C. R., ... & Rygel, M. C. (2007). CO2-forced climate and vegetation instability during Late Paleozoic deglaciation. Science, 315(5808), 87–91. DOI:10.1126/science.1134207